# Dramma giocoso
Dramma giocoso (literalment: drama jocós o drama divertit; drammi giocosi en plural) és el nom d'un gènere d'òpera amb els seus orígens a mitjans del segle xviii.
Un dramma giocoso sovint té una trama sentimental o patètica que voreja la tragèdia, més enllà de les trames còmiques alegres tradicionals, i se situa doncs a mig camí entre l'opera seria i l'opera buffa. El gènere es desenvolupava en la tradició de l'òpera napolitana, principalment durant l'obra del dramaturg Carlo Goldoni a Venècia. Una altra característica és l'existència d'una gran escena buffa com a clímax dramàtic al final d'un acte.
Els drammi giocosi foren escrits per Galuppi (1706-1785), Piccinni (1728-1800), Martín i Soler (1754-1806) i Haydn (1732-1809).
L'òpera d'aquest gènere que fou més representada en el seu temps va ser Una cosa rara de Martín i Soler, però l'única que actualment es representa amb freqüència és Don Giovanni (1787) de Wolfgang Amadeus Mozart, ambdues amb llibret de Lorenzo da Ponte.